# Marcha Radical
La Marcha Radical es la canción identificatoria de la Unión Cívica Radical. La letra es una modificación de una marcha del Partido Federal del siglo XIX, mientras que la música está tomada de la conocida obra Il bersagliere (El soldado) del compositor italiano Edoardo Boccalari (1859-1921), probablemente aportada por inmigrantes peninsulares incorporados a las filas de la Unión Cívica Radical.

## Historia
La Marcha Radical tomó parte de la melodía de la conocida marcha Il Bersagliere (El soldado) de Edoardo Boccalari y la letra es una versión modificada de una antigua marcha del Partido Federal. La versión federal y la versión radical son las siguientes:

Adelante federales,
Adelante sin cesar,
Viva Juan Manuel de Rosas
Y el Partido Federal
Adelante radicales,
Adelante sin cesar,
Viva Hipólito Yrigoyen
Y el Partido Radical.

La inventiva popular le puso letra sugiriendo diferentes versiones según la óptica de los autores, así los Alvearistas cantaban: Viva Hipólito Yrigoyen / Y Marcelo T. De Alvear; mientras que los Yrigoyenistas no decían: Viva Hipólito Yrigoyen / Y el partido radical, ya que sostenían una visión movimientista del radicalismo, así cantaban: Viva Hipólito Yrigoyen / Y la causa popular.
Durante la década infame, con el radicalismo proscripto y perseguido, se cantaba Radicales / Radicales / Adelante hasta morir / Es la norma / Que trazara / Desde el llano el gran Alem.
Después de los sucesivos golpes de estado, se agregaba la canción: No queremos dictadura / Ni gobierno militar. Actualmente la que se canta siempre como la canción partidaria, es la llamada “Marcha del Triunfo”, ya que tiene una estrofa que habla de “Un gran triunfo radical”; especialmente adecuada para tiempos electorales.
El último intento de modificación de la letra se produce con Alfonsín ya en la presidencia de la Nación, cambiándose párrafos que luego de entonarse la primera estrofa continúa Esta Marcha se cantaba / En los viejos comités / Pero ahora la entonamos / Renovando nuestra fé / Por Alem, por Yrigoyen y el recuerdo de Balbín / Adelante radicales / Apoyando a Alfonsín... 
Esta versión volvió a ser utilizada durante la campaña electoral de Ricardo Alfonsín, siendo interpretada por jóvenes y con acordes de rock, lo que contribuyó a hacerla popular entre la juventud. Actualmente, en los actos partidarios, se venden reproducciones de esta última versión, no habiéndose concretado nuevas grabaciones de la tradicional.
La última grabación fue realizada cuando ejercía la presidencia del comité nacional Ricardo Balbín; en ella se eliminaron los clarines con que comenzaba la misma y se modernizó la forma de ejecución; tecnológicamente la anterior versión fue concretada en discos de “pasta” de los que existen copias en la actualidad; y en su lado “B” tienen la grabación de la zamba “La Radicala”.

## Letras viejas
Himno Radical
(cantada durante la década infame)
Radicales, Radicales
Adelante hasta morir
Es la norma que trazara
Desde el llano el gran Alem
Radicales, Radicales
Adelante hasta morir
Es la norma que trazara
¡Desde el llano el gran Alem!
Durante la campaña electoral de 1937, a esta marcha se le agregaba:
Con Alvear que nos preside
Junto Mosca y Santa Fe
Las provincias Argentinas
Su destino jugarán
Ciudadanos argentinos
Alvear-Mosca hay que votar
Son la guía de la Patria
Que acompaña La Nación
Marcha cantada en 1983
(en el 2010 fue grabada una versión roquera)
Adelante radicales
Adelante sin cesar.
Viva Hipólito Yrigoyen
Y el Partido Radical.
Siempre, adelante radicales
Adelante sin cesar.
Que se rompa y no se doble
El Partido Radical.
Esta marcha se cantaba
En los viejos comités
Pero ahora la entonamos
Renovando nuestra fe
Por Alem, por Yrigoyen
Y el recuerdo de Balbín
Adelante Radicales
Apoyándolo a Alfonsín
El triunfo será nuestro
Por la patria y el honor.
Por la libertad del pueblo
Que está en nuestro corazón.
Adelante radicales
Adelante sin cesar.
Viva Hipólito Yrigoyen
Y el Partido Radical.
Siempre, adelante radicales
Adelante sin cesar.
Que se rompa y no se doble
El Partido Radical.

## Letra actual
Marcha del Triunfo
Adelante radicales
Adelante sin cesar.
Viva Hipólito Yrigoyen
Y el Partido Radical.
Siempre, adelante radicales
Adelante sin cesar.
Que se rompa y no se doble
El Partido Radical.
El triunfo será nuestro
Por la patria y el honor.
Por la libertad del pueblo
Que está en nuestro corazón.
Siempre adelante radicales
Adelante sin cesar.
Nuestra vida le daremos
Al Partido Radical.
Siempre adelante radicales
Adelante sin cesar.
Viva Hipólito Yrigoyen
Y el Partido Radical.
Con pasos firmes radicales
Adelante han de marchar
Porque el pueblo pide a gritos
Un gran triunfo radical.
Fuente: LyricFind